# ORP Sęp (1966)

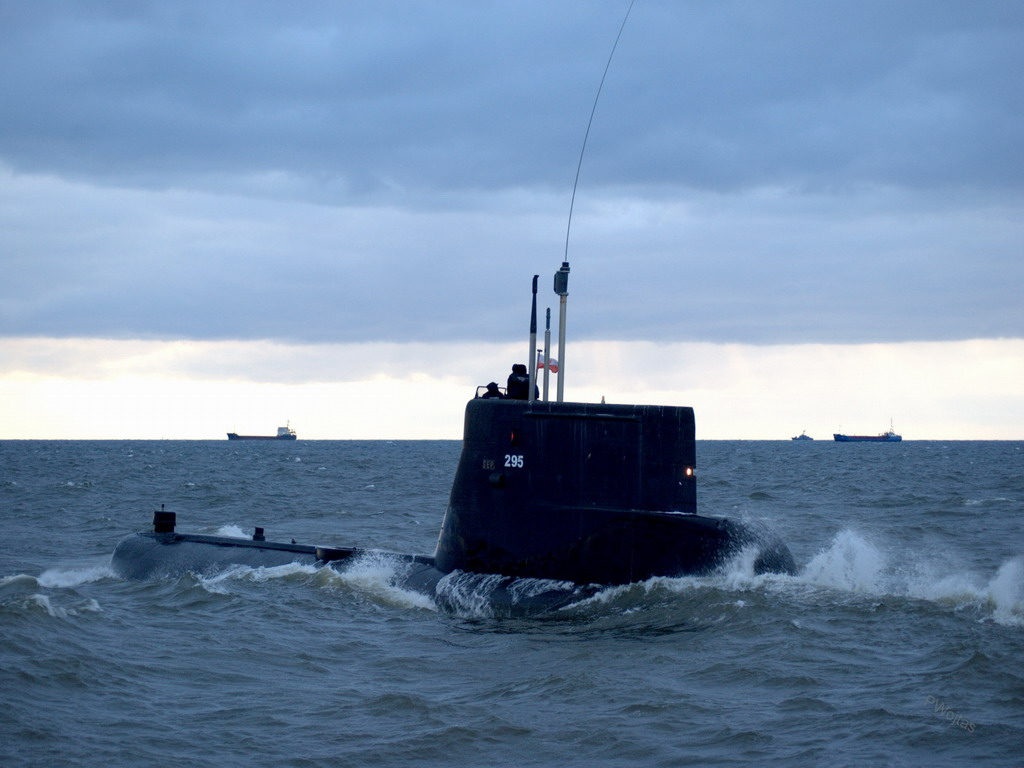
ORP „Sęp”, rok 2009

ORP Sęp (ex. KNM Skolpen) – polski okręt podwodny typu Kobben (projekt 207).

## Historia
ORP „Sęp” został zbudowany w RFN. W roku 1966 wszedł do służby w Marynarce Norweskiej jako KNM Skolpen z numerem taktycznym S-306w. Wycofany ze służby w 2001 został przekazany do Polski w 2002 roku. Podniesienie bandery i nadanie imienia odbyło się 16 sierpnia 2002 roku. W Marynarce Wojennej oznaczony numerem taktycznym 295.
Na początku 2021 roku Agencja Mienia Wojskowego zapowiedziała przejęcie okrętu od Marynarki Wojennej celem sprzedaży na przełomie trzeciego i czwartego kwartału tego samego roku. Okręt wycofano ze służby 14 grudnia 2021 roku.

## Dowódcy okrętu
- kmdr ppor. Mariusz Pelc
- kmdr ppor. Arkadiusz Teska
- kmdr ppor. Tomasz Witkiewicz
- kmdr ppor. Marek Walder